# Neoseiulus ghanii
Neoseiulus ghanii är en spindeldjursart som först beskrevs av Muma 1967.  Neoseiulus ghanii ingår i släktet Neoseiulus och familjen Phytoseiidae. Inga underarter finns listade i Catalogue of Life.